# LTD by ESP
LTD by ESP es una marca de instrumentos musicales subsidiaria de la compañía japonesa ESP.

## Historia
En 1996, la compañía japonesa ESP comenzó a comercializar una nueva marca de instrumentos: LTD. Los instrumentos de LTD son similares a los de ESP, pero a un precio más accesible. La Serie 400 de LTD se fabrica en una cadena de montaje en Corea, mientras que las Series por debajo de la 400, se fabrican en Indonesia. Estas guitarras y bajos LTD están fabricados con unos materiales más baratos que los de ESP, mientras que los fabricados por esta última usan un hardware de mayor calidad.

## Series
- LTD Signature Series

### Series de guitarra
- LTD AX Series
- LTD Deluxe m-1000 Deluxe
- LTD EC Series
- LTD EX Series
- LTD F Series
- LTD FX Series
- LTD H Series
- LTD MH Series
- LTD M Series m-1000 Deluxe
- LTD PB Series
- LTD Viper Series
- LTD V Series

### Series de bajo
- LTD AX Series
- LTD B Series
- LTD D Series
- LTD EC Series
- LTD EX Series
- LTD F Series
- LTD Signature Series
- LTD Surveyor Series
- LTD Viper Series